# Ayen
Ayen é uma comuna francesa na região administrativa da Nova Aquitânia, no departamento de Corrèze. Estende-se por uma área de 13,16 km². Em 2010 a comuna tinha 715 habitantes (densidade: 54,3 hab./km²).